# Troupes de missiles antiaériens russes
Les troupes de missiles antiaériens russes (en russe : Зенитные ракетные войска Российской Федерации, « troupes de missiles antiaériens de la fédération de Russie » ; abrégé ЗРВ en russe, qui se transcrit ZRV) sont une composante des forces aérospatiales russes (faisant structurellement partie de l'armée de l'air russe), conçues pour protéger les installations et les forces armées les plus importantes du pays contre les frappes aériennes ennemies.